# 邦苏塞苏 (米纳斯吉拉斯州)
邦苏塞苏（葡萄牙語：Bom Sucesso）是巴西米纳斯吉拉斯州的一个市镇。总面积706.192平方公里，总人口17194人，人口密度24.3人/平方公里。